# Fakulta technologie ochrany prostředí Vysoké školy chemicko-technologické v Praze
Fakulta technologie ochrany prostředí (FTOP) je jednou ze čtyř fakult Vysoké školy chemicko-technologické v Praze (VŠCHT). FTOP navazuje na dlouhou historii, která se datuje do roku 1884, kdy na Pražském polytechnickém institutu začala výuka jedné z nejstarších chemicko-technologických disciplín, Technologii paliv, svítiv a vody.
Fakulta v současnosti poskytuje studium, jak v tříletých bakalářských studijních programech (Bc.), které připravují studenty k profesnímu zaměření, tedy k využití praktických dovedností ve zvoleném povolání i k akademickému zaměření, tedy pro další studium, tak ve dvouletých navazujících magisterských studijních programech (Ing.). FTOP poskytuje též čtyřleté doktorské studijní programy (Ph.D.) zaměřené na samostatnou vědeckou, tvůrčí, resp. pedagogickou, činnost. Bakalářské studium je zde nabízeno ve čtyřech studijních programech, které jsou realizovány v příslušných studijních oborech, některé jsou nabízeny nejen v českém, ale též v anglickém jazyce. Navazující magisterské studium je zde nabízeno v pěti studijních programech, což je následně taktéž upřesněno v příslušných studijních oborech a také jsou některé z nich nabízeny nejen v češtině, ale i v angličtině. Doktorské studijní programy zde jsou pak poskytovány ve dvou studijních programech. Studium lze absolvovat buďto v prezenční, nebo v kombinované formě. FTOP nabízí též standardní (placené) kurzy v rámci celoživotního vzdělávání (CŽV).

## Členění
Mimo běžných součástí fakulty, kterými jsou standardně akademický senát fakulty, vědecká rada fakulty, děkanát, pracoviště tajemníka, sekce proděkanů, studijní oddělení, provozní (hospodářské) oddělení, sekretariáty, disciplinární komise, se fakulta skládá z následujících pracovišť:
- Ústav udržitelných paliv a zelené chemie
- Ústav technologie vody a prostředí
- Ústav energetiky
- Ústav chemie ochrany prostředí
- Ústav udržitelnosti a produktové ekologie[4]

## Studijní programy a obory

### Bakalářské studijní programy a obory
- Ekotoxikologie a environmentální analýza
- Energie a paliva
- Omezování klimatických změn
- Voda a prostředí[5]

### Navazující magisterské studijní programy a obory
- Energie a paliva
  - specializace Chemické technologie v energetice
  - specializace Plynná a pevná paliva
  - specializace Technologie ropy a alternativních paliv
- Environmentální inženýrství a analýza
- Průmyslová ekologie a toxikologie
- Technologie vody
- Udržitelnost a oběhové hospodářství[6]

### Doktorské studijní programy a obory
- Chemie a technologie ochrany životního prostředí
  - Chemie a technologie ochrany životního prostředí
- Chemie a technologie paliv a prostředí
  - Chemické a energetické zpracování paliv[7]

## Vedení fakulty
- prof. Ing. Pavel Jeníček, CSc. – děkan[8]
- Ing. Jan Bindzar, Ph.D. – proděkan pro pedagogickou činnost
- doc. Ing. Tomáš Hlinčík, Ph.D. – proděkan pro vědu a výzkum
- doc. Ing. David Kubička, Ph.D., MBA  – proděkan pro styk s průmyslem a zahraniční styky
- Ing. Kateřina Šritrová – tajemnice
- Ing. Veronika Váchová, Ph.D. – předsedkyně akademického senátu FTOP